# Wild Bill (filme de 2011)
Wild Bill é um filme de comédia dramática britânico de 2011, dirigido por Dexter Fletcher. Estrelado por Charlie Creed-Miles e Andy Serkis, seu lançamento ocorreu em 23 de março de 2012. Como reconhecimento, foi indicado ao BAFTA 2013.